# Lorena Bugallo
Lorena Bugallo Castro (* 10. August 1983) ist eine argentinische Badmintonspielerin. 

## Karriere
Lorena Bugallo nahm 2010 in allen vier möglichen Disziplinen im Badminton an den Südamerikaspielen teil. Im Doppel wurde sie dabei Fünfte gemeinsam mit Celina Juarez. Im Einzel und im Mixed belegte sie Rang neun. Im Teamwettbewerb unterlag sie mit ihrer Mannschaft im Spiel um Bronze gegen Suriname. Im Alter von 15 Jahren hatte sie 1999 bereits an der Badminton-Weltmeisterschaft teilgenommen, schied dort jedoch in der Vorrunde aus.